# Raúl Fernández de Pablo
Raúl Fernández de Pablo (Madrid, 10 de enero de 1975) es un actor español. Conocido por interpretar a Fermín en El Internado, Bernardo Angulo en Seis Hermanas y a Pablo Armida en El pueblo.

## Biografía
Raúl Fernández de Pablo nació en Madrid, el 10 de enero de 1975. Entre 1993 y 1995 inició sus primeros pasos en el teatro con obras como Aspirinas para dos (Teatro Majadahonda), Vamos a contar mentiras (Zarabanda Teatro) o La cantante calva (1995). En 1998 se licencia en la Real Escuela Superior de Arte Dramático (RESAD), presentando una única función de Hamlet. Cursó primero y segundo de Arte Teatral en el Teatro de la Cámara, donde intervino en 1999 en El maestro de danzar, la comedia de Lope de Vega que se burlaba del amor cortés; y Pasos y entremeses. Ese mismo año incurre en el mundo del cortometraje con La caja oscura (de Juan Aguirre).
Inició la década siguiente con dos montajes de nuevo para la RESAD. El primero, Esta noche se improvisa, dirigido por Jesús Salgado, giraba sobre una compañía de cómicos dirigida por un hombre que obliga a los demás actores a improvisar tomando como base la novela de Luigi Pirandello Leonora, Addio. Paralelamente participa en el corto La dolorosa (Óscar Miranda) y realiza la primera de sus tres apariciones en El comisario. El otro se titulaba El balcón, estrenado en 2001; año en el que obtiene su primer papel para un largometraje (Volkahgrost), interviene en Al salir de clase, y ejecuta su segundo papel en la serie El comisario, esta vez un estudiante "porrero" al que la policía interroga por la explosión de una bomba en un instituto. Para el Teatro Galileo trabajó, antes de finalizar el año, en Roberto Zucco, producido por Teatro Del Duende y dirigido por Jesús Salgado; obra basada en un hecho real acaecido en Italia; y que concernía a un joven que asesinó a sus padres y durante su fuga mantiene una relación con una menor.
En 2002 volvió a apostar por un teatro de corte social al estrenar con Teatro del Duende Vivir como cerdos, dirigido por Jesús Salgado, según un texto de John Arden en torno a una familia de marginados instalados en una vivienda de protección oficial y que provocará problemas de convivencia con una sociedad xenófoba. Marta Belaustegui, Antonio Canal y Amparo Valle fueron algunos de sus compañeros de reparto. Completó el año con el piloto para la serie 20 tantos.
En 2003 participó en dos montajes: La agencia (Teatro Montacargas) y Descomplicaciones, en el teatro agencia bajo la dirección de Raúl de Tomás, donde da vida a Alain, un hombre abandonado por su novia Lilianne por un hombre llamado Yadro. Alain -el abandonado (el papel del actor)- va en busca de Lilianne y, conoce a Aline, antigua pareja de Yadro de la que se acaba enamorando. Para la televisión rodó un capítulo de Cuéntame cómo pasó -en el que interpretaba a un soldado joven que ayudaba en la enfermería, y más concretamente a Toni (Pablo Rivero), a quien le practicaban la circuncisión- y su última aparición para El comisario, donde interpretó a un cuidador de caballos que se mete en líos al haber tenido relaciones con una mujer antes de que la asesinaran.
En 2004 el actor trabajó con Teatro del Duende en Cervantes entre palos (una adaptación musical en torno a obras de Miguel de Cervantes bajo la dirección de Jesús Salgado y Bendita locura, donde interpreta a un joven condenado a muerte por el asesinato de su mujer y que recita un monólogo con sus reflexiones. Ese año protagonizó el cortometraje de David Illaín En el frigo e inició su colaboración con el director teatral Juan Pastor (futuro fundador de Guindalera) y que lo relaciona durante varios años a intérpretes como María Pastor, Ana Alonso, Álex Tormo, Josep Albert, Ana Miranda, Andrés Rus, Felipe Andrés.... Bajo su tutela estrenan El sueño de una noche de verano, adaptación de la obra de William Shakespeare en torno a la liberación de ciertos sentimientos reprimidos a través de la magia donde le toca hacer de Lisandro, joven de buena estirpe y adinerado, amante de Hermia correspondido por ella a la que su padre quiere casar con Demetrio y que planea huir con ella a Atenas, pero por error de un jugo vertido sobre él de un duende creyéndolo Demetrio se enamora de Elena hasta que el entuerto se deshace y que es representada en el Festival de teatro de Almagro del 2004; y La larga cena de navidad, basado en el texto de Thornton Wilder, que articula su discurso a través del retrato de tres generaciones de una familia que evoca a sus miembros ya desaparecidos durante el día de Nochebuena en tono tragicómico. En la función interpretaba a Agustín, un hombre trabajador, desde niño a anciano, desde la aparición de un carricoche a su desaparición, que va viendo como su familia se va muriendo, que tiene una hermana y una mujer Leonor con quien tiene un niño que fallece, el primogénito (Samuel) y otros dos mellizos de los cuales el primero con quien tiene una relación tirante va a una muerte segura en la contienda mundial.
En televisión, Raúl Fernández obtuvo su primer personaje fijo -gracias al director de casting Luis San Narciso- en Los 80, en la que se puso en la piel de Franky, un músico amigo de Enrique (Félix Gómez), el hijo de un matrimonio de clase media. La serie se retiró tras la emisión de sus primeros capítulos.
En 2005 la compañía de Guindalera estrenó su segundo montaje en su sala propia, situada en la calle madrileña Martínez Izquierdo. En esa ocasión Juan Pastor apostó por el texto de Cervantes Laberinto de amor, asignando a Raúl Fernández el papel de Manfredo, caballero adinerado que bebe los vientos por Rosamira hasta que la dulce Julia lo conquista urdiendo el plan de disfrazarse de hombre para pregonar sus propias virtudes-. En otoño sustituyeron al autor de El Quijote por Antón Chéjov, en concreto La gaviota. El actor asumió el rol de Kostia Trepliov, un joven escritor de alta sensibilidad hijo de una actriz diva que lo controla Irena Arkadina, cuyo corazón se deshace cuando su amada se casa con otro hombre hasta el punto de provocar su suicidio. La obra quedó finalista en los Premios Mayte de teatro, y además el montaje supuso una candidatura de la Unión de Actores a su compañero de reparto Álex Tormo; hecho que ayudó a consolidar a la compañía.
Mientras proseguía su carrera teatral, Raúl Fernández continuó interviniendo en películas como Semen, una historia de amor, donde hacía el pequeño papel de un camarero), cortometrajes y series. Entre los segundos destacó El regalo, que marcó su reencuentro profesional con Raúl de Tomás, y en el que interpretaba a un hombre que hace un curioso presente a la mujer de la que está enamorado (Puri: María Pujalte). Entre los terceros figuró una aparición esporádica en la serie Al filo de la ley donde daba vida a un ciclista que ve como su compañero fallece al serle suministradas sustancias dopantes y su segundo papel fijo, en esta ocasión en Fuera de control. Allí encarnó a Antón, un joven inocente e indeciso, que consigue el puesto de cámara de telediario y se ve atraído por una compañera de trabajo, Cris (Marta Ribera), que está viviendo una aventura con otro miembro de la redacción (Rusti: Pablo Chiapella).
En 2006 Guindalera estrenó en otoño Odio a Hamlet, adaptación de la pieza de Paul Rudnick. En ella el actor defendió el papel de Andrew, un mediocre actor de televisión que decide ponerse al frente en un teatro con Hamlet por consejo del fantasma de John Barrymore (Josep Albert), quien le insta a defender su dignidad frente a su dejadez previa aunque fuese en una mediocre representación en Central Park.
A este trabajo le siguió Traición, adaptación de Harold Pinter que supone un lamento generacional en torno a la pérdida de ideales y la destrucción de los vínculos de confianza entre los seres queridos por culpa del engaño y la traición; y que deben vivir bajo el peso de un pasado que ya se quedó atrás. Ambientada con canciones de los años setenta (que incluyen temas de George Harrison y Queen), Traición es una pieza articulada en torno a un largo flash back que explica de fin a principio las relaciones del matrimonio de Emma (María Pastor) y Robert (Álex Tormo) con el amigo de él y amante de ella, Jerry (el personaje interpretado por Fernández de Pablo). Este compaginaba las representaciones con la grabación de El internado, una serie protagonizada por Martiño Rivas y Marta Torné donde interpretaba a un cocinero de pasado misterioso que planeaba salvar al internado Laguna Negra y al resto del mundo. Anteriormente en el 2007 realizó un pequeño papel en Los hombres de Paco como primo de Quique, al que infiltran para realizar un intento de robo para animar a Lucas y hacerle pensar que hace bien su trabajo de vigilante.
En 2008 estrena con La Guindalera Molly Sweeneyde Brian Friel un drama que cosecha excelentes críticas acerca de una ciega, Molly, que se casa con Frank, papel interpretado por el actor, un tipo vivaracho, estrambótico y feliz que contagiará su ilusión a Molly al tiempo que la apoyará para operarse e intentar volver a ver con trágicas consecuencias. También rueda un pequeño papel en la ópera prima de Oskar Santos, El mal ajeno, protagonizada por Belén Rueda en la que interpreta a un novio que de camino a su banquete de bodas es embestido junto a su mujer por otro vehículo.
En 2009 estrena uno de los personajes (Venguerovich 2, en palabras de él mismo un judío malicioso, interesado, insolente, prepotente) de la obra Platonov, a las órdenes de Gerardo Vera que tiene a Carmen Machí entre sus protagonistas, en el Centro Dramático Nacional, Teatro María Guerrero y que le reporta un premio por su interpretación y realiza una función de Molly Sweeney dentro del marco de la edición número XXX del Festival de Teatro Ciudad de Palencia bajo el lema Teatro para una crisis en el que resulta ganadora como mejor actriz su compañera de tablas María Pastor. Después continúa su función en La Guindalera con continuidad de buenas críticas en esta sala (que además recibe el premio Ojo Crítico RTVE 2009 en la categoría de teatro) con Bailando en Lughnasa de Brian Friel donde da vida a Michael, que rememora como narrador su infancia y los problemas que tuvo su madre al darle a luz siendo soltera dentro de una familia de cinco hermanas que reciben la visita de su hermano misionero llevando a su mundo religioso ideas paganas.
En el 2010 La Guindalera saca fuera de su sala Molly Sweeney llevándola a la ciudad de Segovia y termina la emisión de la serie el internado. En octubre de este año además participa en la miniserie Raphael: una historia de superación personal de Antena 3 donde realiza el papel del compositor Manuel Alejandro, autor de algunos de los éxitos del cantante. En el plano de los cortometrajes este año estrena Chupertópico que protagoniza junto a Irene Visedo dando vida a Ismael, un joven tierno, estrambótico, torpe y algo hiperactivo que se enamora de Alicia bajo el influjo de un eclipse, con un amor que durará lo que dure el eclipse.
Comienza el 2011 con la obra de teatro Amadeu en los teatros del canal, un musical basado en la vida de Amadeo Vives, compositor español, autor de canciones, zarzuelas y óperas, donde da vida a Jordi, redactor aficionado a la música rock, cojo y fumador de sustancias al que le encargan un artículo sobre Vives, personaje que aparecerá ante él así como las actuaciones de algunas de sus obras más representativas y que suscita polémica al fumarse en escena con la reciente ley aprobada del tabaquismo. Este año estrenó BuenAgente, una comedia de situación producida por La sexta compartiendo protagonismo con Antonio Molero, Arturo Valls y Malena Alterio entre otros cuyo personaje es Teo, un caradura mimado mantenido por su madre. Su participación cesó al cabo de 11 capítulos. Este año además le dio tiempo a centrarse en el rodaje de la película 3000 en el pirineo oscense en la cual se trata la historia de dos antiguos amigos a los que la vida trató muy diferente que quieren alcanzar aquella cima que fue un sueño que tuvieron en su juventud. En ella interpreta a Mateo.
Después del rodaje estrenó Tres años, una obra de Chéjov en el teatro de la Guindalera donde hace el papel de Alejandro, un hombre que se obnubila con la que cree que es el amor de su vida y que sufre mucho por culpa de ese empecinamiento y de la mujer a la cual quiere dirigir sus afectos y que finalmente consigue encontrar el camino de la felicidad. Finalmente, desde 2012 y hasta 2014 estreno Con el culo al aire, una serie de Notro tv para Antena 3 en la que dio vida a Ángel, un hombre que se acaba de divorciar de su mujer y que pierde la custodia de su hijo, al que le pide ayuda su amigo de la infancia para que le de asilo en el camping en el que se aloja. Allí mostraba una fachada de despreocupamiento hacia su nueva situación cuando en realidad estaba sufriendo por ella.
Nominado en abril de 2009 al premio Ninfa de Oro como mejor actor dramático en la 49 edición del Festival de televisión internacional de Montecarlo por El internado. Premiado como mejor actor pasional por Platonov por la fundación jacob fitzgerald

## Formación
- Licenciado en arte dramático en la Real Escuela Superior de Arte Dramático de 1996 a 2000.
- 1.º y 2.º Escuela Teatral Ángel Gutiérrez (Teatro de Cámara) de 1990 a 1994.

## Filmografía

### Televisión
| Año         | Serie                                        | Canal                   | Personaje                        | Notas           |
| ----------- | -------------------------------------------- | ----------------------- | -------------------------------- | --------------- |
| 2000 - 2003 | El comisario                                 | Telecinco               | Varios personajes                | 3 episodios     |
| 2001        | Al salir de clase                            | Telecinco               | Cobrador de deudas               | 2 episodios     |
| 2002        | 20 tantos                                    | Telecinco               |                                  | Episodio piloto |
| 2003        | Cuéntame cómo pasó                           | La 1                    | Soldado                          | 1 episodio      |
| 2004        | Los 80                                       | Telecinco               | Francisco "Franky"               | 5 episodios     |
| 2005        | Al filo de la ley                            | La 1                    | Santi                            | 1 episodio      |
| 2006        | Fuera de control                             | La 1                    | Antón                            | 13 episodios    |
| 2007        | Los hombres de Paco                          | Antena 3                | Antolín Martínez Notario         | 1 episodios     |
| 2007        | Cuestión de sexo                             | Cuatro                  |                                  | 1 episodio      |
| 2007 - 2010 | El Internado                                 | Antena 3                | Fermín de Pablo / Carlos Almansa | 71 episodios    |
| 2010        | Mondo difichile                              |                         | Comissioner                      | 3 episodios     |
| 2010        | Raphael: Una historia de superación personal | Antena 3                | Manuel Alejandro                 | 2 episodios     |
| 2011        | BuenAgente                                   | laSexta                 | Teo                              | 13 episodios    |
| 2012 - 2014 | Con el culo al aire                          | Antena 3                | Ángel García                     | 42 episodios    |
| 2015        | Algo que celebrar                            | Antena 3                | Gorka Díaz                       | 8 episodios     |
| 2015 - 2017 | Seis hermanas                                | La 1                    | Bernardo Angulo                  | 489 episodios   |
| 2017        | iFamily                                      | La 1                    | Enrique "Kike" Molina            | 8 episodios     |
| 2018        | Velvet Colección                             | #0                      | Jesús Navarro                    | 4 episodios     |
| 2019 - 2021 | El pueblo                                    | Telecinco y Prime Video | Pablo Armida                     | 24 episodios    |
| 2020        | Gente Hablando 2                             | Atresplayer             |                                  | 1 episodio      |
| 2020 - 2022 | La unidad                                    | Movistar+               | Roberto                          | 12 episodios    |
| 2024        | 4 estrellas                                  | La 1                    | Antúnez                          | 2 episodios     |

#### Publicidad
- Pepsi. Figuración
- 2003: Atlético de Madrid. Anuncio del centenario. "Esa extraña conexión" Papel de republicano.
- 2004: Vodafone. Promoción minutos gratis Protagonista
- 2005: El sol 20.º festival publicitario iberoamericano Protagonista
- 2005: Renault clio alocución
- 2005: Canal satélite digital Protagonista

### Cine

#### Largometrajes
- 2001: Volkahgrost, de Río Ventura y Marcos Peña
- 2004: Semen, una historia de amor, de Daniela Fejerman e Inés París - Personaje: chico del bar
- 2010: El mal ajeno, de Oskar Santos - Personaje: Martín
- 2011: Viaje a Surtsey, de Miguel Ángel Pérez y Javier Asenjo - Personaje: Mateo
- 2014: El club de los buenos infieles, de Lluís Segura.
- 2025: Votemos, de Santiago Requejo - Personaje: Alberto

#### Cortometrajes
- 1999: La caja oscura: Juan Aguirre
- 2000: La dolorosa: Oscar Miranda
- 2003: Algo pasa (como director).
- 2004: En el frigo: David Ilundáin: Personaje: Luis
- 2005: Diez años esperándote (como director).
- 2006: El regalo: Carlos Agulló: Personaje: Rodrigo Rodríguez
- 2007: Cerillas (como director).
- 2009: Chupertópico: Pablo Álvarez - Personaje: Ismael
- 2010: Perro: Lluis Segura
- 2021: Votamos: Santiago Requejo. Personaje protagonista: Alberto. Cortometraje nominado a los Goya 2022 como mejor cortometraje de ficción.

### Videoclips
- 2009: Sex & Love Addict

### Otros
- 2010: Presentador de la gala de clausura del festival Mujeres en Dirección dentro de la Semana Internacional de Cine de Cuenca. Emitido por La Regional (actualmente Surco-TV La Mancha).
- 2010-2011: autógrafo en libro firmado para visitantes de la Exposición "Listo el que lo lea" que busca fomentar la lectura entre los jóvenes.
- 2012: firma para la iniciativa de "Ponle freno" de colocar radares como instrumentos para seguridad vial y no con fines recaudatorios.
- 2013: Especial "Tu cara más solidaria" de "Tu cara me suena" en call center para recaudar fondos para prevenir los desahucios.
- 2013: Vídeo para la campaña "Alimentos con poder" de Oxfam Intermón.

### Teatro
- Aspirina para dos (1993).
- Vamos a contar mentiras (1994).
- La cantante calva (1995) Autor: Eugène Ionesco
- Hamlet (1998), una escena en la RESAD. Autor: William Shakespeare
- El maestro del danzar (1998) Autor: Lope de Vega Director: Ángel Gutiérrez
- Pasos y entremeses (1999) Autor: Lope de Rueda Director: Ángel Gutiérrez
- Esta noche se improvisa (2000) Autor: Luigi Pirandello Director: Jesús Salgado Personaje: Verri
- Los escándalos de un pueblo (2000) Autor: Carlo Goldoni Director: Ángel Gutiérrez
- El balcón (2001).
- Vale, pero cuéntamelo rapidito (2001) Varios autores Director: Jesús Aguirre
- Roberto Zucco (2001) Autor: Bernard-Marie Koltès director: Jesús Salgado Personaje: Roberto
- Vivir como cerdos (2002) Autor: John Arden Director: Jesús Salgado
- La agencia (2003) Director: Raúl de Tomás
- Descomplicaciones (2003) Director y autor: Raúl de Tomás Personaje: Alain
- Tomando algo (2004) Director: Raúl de Tomás
- Bendita locura (2004) Autor y director: Raúl de Tomas
- Cervantes entre palos (2004) Autor: Miguel de Cervantes Director: Jesús Salgado
- El sueño de una noche de verano (2004) Autor: William Shakespeare Personaje: Lisandro director: Juan Pastor
- La larga cena de navidad (2004-2007, 2010,2012) Autor: Thornton Wilder Personaje: Agustín Boyardo Director: Juan Pastor
- Laberinto de amor (2005) Autor: Miguel de Cervantes Personaje: Manfredo director: Juan Pastor
- En torno a la gaviota (2005) Autor: Antón Chéjov Personaje: Kostantin Tréplev (Kostia) Director: Juan Pastor
- Odio a Hamlet (2006,2012) Autor: Paul Rudnick Personaje: Andrew Director: Juan Pastor
- Traición (2007) Autor: Harold Pinter Personaje: Jerry Director: Juan Pastor
- Molly Sweeney (2008-2009) Autor: Brian Friel Personaje: Frank Sweeney Director: Juan Pastor
- Platónov (2009) Autor: Antón Chéjov Personaje: Isaac Venguerovich (joven)Director: Gerardo Vera
- Bailando en Lughnasa (2009-2010) Autor: Brian Friel Personaje: Michael Evans Director: Juan Pastor
- Amadeu (2011-2012) Personaje: Jordi Director: Albert Boadella Director musical: Miguel Roa
- Tres años (2011-2012) Autor: Antón Chéjov Personaje: Alejandro Director: Juan Pastor
- El gran teatro del mundo (2013) Autor: Calderón de la Barca Personaje: El rico-Alberto Director: Carlos Saura
- Todo es farsa en este mundo (2013) Dramatización Autor: Manuel Bretón de los Herreros. Personaje: Don Evaristo. Director: Ángel Fernández Montesinos.
- Es peligroso asomarse al exterior (2024). Autor: Enrique Jardiel Poncela. Dirección: Pilar Massa.

## Premios
- 2021: Nominado a Mejor actor de comedia en los premios MiM series.
- 2020: Premio a mejor actor por la T2 de Gente Hablando en el Carballo Interplay.
- 2013: Nominado al mejor beso junto a María León en los Neox Fan Awards 2013.
- 2013: Nominado como mejor prota de tv por Con el culo al aire en los Neox Fan Awards 2013.
- 2011: "Premio lírico Teatro Campoamor" 2011 a la "mejor nueva producción de ópera española o zarzuela" a Amadeu .
- 2011: El montaje Tres años nominado a la "mejor dirección de escena" en los premios ADE (Asociación de directores de escena)de teatro.
- 2011: Candidato en los III premios del público tv 2010-2011 como mejor actor de reparto de comedia por BuenAgente y como mejor actor de reparto de drama por El internado .
- 2011: Buen agente nominada a mejor serie de televisión nacional 2011 en los premios Magacín estrella de la web Magacín estrella.
- 2011: Platónov mejor creación dramática en la XXVII edición de los Premios Ercilla de Teatro.
- 2010: Candidato en los II premios del público tv 2009-2010 como mejor actor de reparto de drama por El internado .
- 2009: Nominado al premio Ninfa de Oro al mejor actor dramático en la 49 edición del Festival Internacional de televisión de Montecarlo por El internado
- 2009: Premiado como "mejor actor pasional" por Platónov en la 1.ª edición de los Premios Nacionales de Teatro convocada por la Fundación Jacob Fitzgerald.
- 2009: Nominado al mejor actor de drama por El internado en los Premios del Público TV.
- 2009: La Sala La Guindalera recibe el Premio Ojo Crítico RTVE en la categoría de teatro.
- 2005: La obra La gaviota finalista a los Premios Mayte de Teatro.